# ドットジェイピー福岡支部
ドットジェイピー福岡支部は、福岡県に活動拠点を置く、日本の大学生・学生団体によるサークル。1998年設立。

## 概要
Change yourself Change Japanを掲げ、若者が主体的に創造する人材になるきっかけを与え続ける、という目的で結成。次世代を担う若者一人一人が「自らを変え、どうデザインしていくか」を目的とする。福岡県の大学だけでなく、九州・山口県等の様々な大学が参加している。

## 参加大学
- 九州大学[1]
- 福岡女子大学[2]
- 佐賀大学[3]
- 西南学院大学[4]
- 北九州市立大学
- 福岡大学
- 下関市立大学[5]

ほか

## 活動
- 週1回、定例ミーティング、各イベント運営を行う。
- 年に夏期・春期の2回（4月 - 9月、10月 - 3月）インターンシップを実施。インターン期間（8月 - 9月、2月 - 3月）に向けて、参加学生を集客し、受け入れ先の営業、イベント設計・運営を4か月間で行う。
- 企業をモデルとした組織体制で運営。早くから様々な社会経験を積んでいる[6]。
- 未来自治体全国大会に出場[7]。
- 2019年 - 福岡市で「政治に求めること」などをテーマに街頭インタビュー[8]

## 受賞歴
- 2018年 - 佐賀大学経済学部が「政策立案コンテスト」最優秀賞受賞[9]